# Melaka United
Der Melaka United Football Club ist eine Fußballmannschaft aus dem Bundesstaat Malakka. Für die Saison 2023 wurde der Mannschaft die Lizenz zur Teilnahme am Spielbetrieb verweigert.
Gegründet wurde die Mannschaft 1924 als Repräsentant von Malakka und seines Fußballverbandes.

## Erfolge
- Liga Malaysia

Sieger: 1983
- Liga Perdana 2

2. Platz: 2000
- Malaysia Premier League

Sieger 2016
2. Platz: 2005/2006
- Liga FAM

Sieger: 2015

## Stadion
Seine Heimspiele trägt der Verein im Hang Jebat Stadium in Krubong aus. Das Stadion hat eine Kapazität von 40.000 Plätzen. 

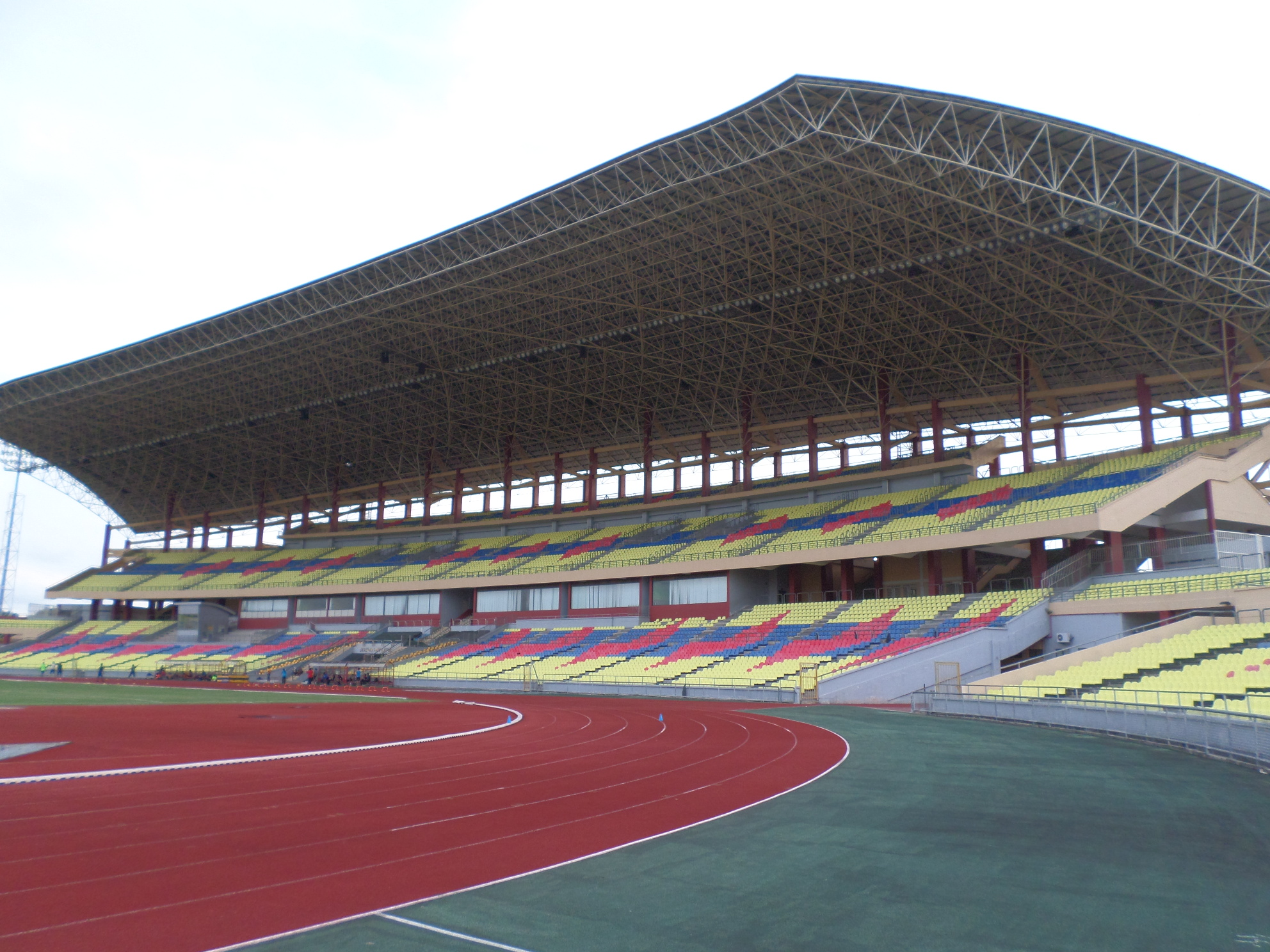
Hang Jebat Stadium

| Koordinaten                      |
| -------------------------------- |
| 2° 17′ 20,7″ N, 102° 13′ 59,1″ O |

## Aktueller Kader
Stand: Juni 2022
| Nr. |             | Position | Name                     |
| --- | ----------- | -------- | ------------------------ |
| 1   | Malaysia    | TW       | Bryan See                |
| 2   | Malaysia    | AB       | Haziq Puad               |
| 5   | Malaysia    | AB       | Fauzan Fauzi             |
| 6   | Philippinen | AB       | Justin Baas              |
| 8   | Malaysia    | ST       | Wan Zaharulnizam Zakaria |
| 9   | Malaysia    | ST       | Norshahrul Idlan         |
| 10  | Haiti       | MF       | Sony Nordé               |
| 11  | Ghana       | ST       | Emmanuel Oti             |
| 12  | Nigeria     | ST       | Ifedayo Olusegun         |
| 14  | Malaysia    | MF       | Fakhrullah Rosli         |
| 15  | Malaysia    | AB       | Khairul Anwar            |
| 16  | Malaysia    | MF       | Fadhil Idris             |
| 17  | Malaysia    | ST       | Hazim Abu Zaid           |

| Nr. |          | Position | Name                |
| --- | -------- | -------- | ------------------- |
| 18  | Malaysia | AB       | Wan Amirul Afiq     |
| 19  | Malaysia | ST       | Syahrul Azwari      |
| 20  | Malaysia | ST       | Faizal Talib        |
| 21  | Malaysia | MF       | Harith Naem Jaineh  |
| 22  | Malaysia | TW       | Norazlan Razali     |
| 23  | Malaysia | AB       | Syazwan Andik       |
| 24  | Malaysia | MF       | Syukri Baharun      |
| 25  | Malaysia | AB       | Faris Shah          |
| 27  | Barbados | MF       | Adriano             |
| 28  | Malaysia | MF       | Hazrin Jamil        |
| 30  | Malaysia | TW       | Asyraaf Omar        |
| 35  | Malaysia | AB       | Hasbullah Abu Bakar |
| 72  | Malaysia | AB       | Fadhli Shas         |

## Trainer seit 1992
| Name                    | Zeit bei Melaka United | Zeit bei Melaka United |
| Name                    | von                    | bis                    |
| ----------------------- | ---------------------- | ---------------------- |
| Marco Bilić             | 1992                   |                        |
| Mahathir Taha           | 1997                   |                        |
| Mohd Shah Alias Norbit  | 1998                   |                        |
| G. Torairaju            | 1999                   |                        |
| Remeli Junit            | 2000                   | 2001                   |
| Ong Kim Swee            | 2005                   |                        |
| E. Elavarasan           | 2005                   | 2006                   |
| K. Devan                | 2007                   |                        |
| Ramli Junit             | 2007                   | 2008                   |
| Mohd Nick Sham Abdullah | 2008                   | 2009                   |
| Abdul Rahim Abdullah    | 2009                   | 2010                   |
| Mahathir Taha           | 2010                   |                        |
| Manja Man               | 2011                   |                        |
| G. Selvamohan           | 2012                   |                        |
| Mohd Asri Ninggal       | Januar 2013            | April 2013             |
| Hashim Abdullah         | April 2013             |                        |
| Ladislav Totkovič       | November 2013          | April 2014             |
| Mat Zan Mat Aris        | September 2014         | Oktober 2016           |
| Eric Williams           | November 2016          | Juni 2017              |
| Eduardo Almeida         | 16. Juni 2017          | 2. Mai 2018            |
| Elangowan Elavarasan    | 1. Mai 2018            | 30. Oktober 2018       |
| Zainal Abidin Hassan    | 14. November 2018      | 30. November 2021      |
| Risto Vidakovic         | 22. Januar 2022        | 12. April 2022         |

## Team-Manager seit 1999
| Name                   | Zeit bei Melaka United | Zeit bei Melaka United |
| Name                   | von                    | bis                    |
| ---------------------- | ---------------------- | ---------------------- |
| Datuk Ibrahim Durum    | 1999                   | 2000                   |
| Datuk Chua Peng Song   | 2005                   |                        |
| Karim Yaacob           | 2006                   | 2008                   |
| Mohd Yazid Khamis      | 2008                   |                        |
| Abdul Malik Kassim     | 2009                   | 2010                   |
| Datuk Mohd Yunos Husin | 2011                   | 2013                   |
| Datuk Wira Idris Haron | April 2013             | November 2013          |

## Beste Torschützen
| Saison | Name                | Tore |
| ------ | ------------------- | ---- |
| 1995   | Norizam Ali Hassan  | 11   |
| 2003   | Sufian Shamsubari   | 8    |
| 2004   | Emir Dzafic         | 10   |
| 2009   | Fauzzi Kassim       | 7    |
| 2015   | Nurshamil Abd Ghani | 15   |
| 2016   | Ilija Spasojević    | 24   |
| 2017   | Marko Šimić         | 9    |
| 2018   | Yahor Zubovich      | 12   |
| 2019   |                     |      |

## Ausrüster und Sponsoren
| Jahr          | Ausrüster     | Trikotsponsor                   |
| ------------- | ------------- | ------------------------------- |
| 1980          | Umbro         | N/A                             |
| 1981          | Schwarzenbach | N/A                             |
| 1982 bis 1983 | Schwarzenbach | Schwarzenbach                   |
| 1984          | Schwarzenbach | N/A                             |
| 1985          | Schwarzenbach | Gold Flake                      |
| 1986          | Topper        | Topper                          |
| 1987          | CW            | N/A                             |
| 1988          | Diadora       | N/A                             |
| 1989          | N/A           | Dunhill / EON                   |
| 1990          | Lotto         | Dunhill / EON                   |
| 1991 bis 1992 | Cheetah       | Dunhill / EON                   |
| 1993          | ClubMan       | Dunhill / EON                   |
| 1994 bis 1997 | Mizuno        | Dunhill                         |
| 1998          | Mizuno        | Dunhill / Gibca Holdings        |
| 1999 bis 2000 | J-King        | Dunhill                         |
| 2001          | Mikasa        | Dunhill / Mikasa (Sportartikel) |
| 2002 bis 2003 | Kronos        | Dunhill / Kronos                |
| 2004          | Admiral       | Dunhill / Admiral               |
| 2005          | Asics         | Celcom / Asics                  |
| 2005/2006     | Lotto         | TM Net / Creative               |
| 2006/2007     | Figos         | TM / Cubic                      |
| 2006/2007     | Joma          | TM                              |
| 2007/2008     | Ambros        | Celcom / Metaforce              |
| 2009          | Kika          | Streamyx                        |
| 2010          | Shemsy        | TM                              |
| 2011          | N/A           | Interpacific                    |
| 2012          | Ambros        | Ambros                          |
| 2013          | Arora         | N/A                             |
| 2014          | Kronos        | Mamee / KAJ                     |
| 2015          | Kronos        | N/A                             |
| 2016          | Kronos        | Edra / Mamee                    |
| 2017          | Kronos        | Edra CGN / Tag Marine           |
| 2018          | Warrix        | EDRA CGN                        |
| 2019          | Warrix        | EDRA CGN / KLIP                 |
| 2020          |               |                                 |